# Gambhirananda
Swami Gambhirananda (Hindi: स्वामी गंभीरानन्द) (Sadhuhati (India, tegenwoordig Bangladesh), 1899 - 1988), geboren als Jatindranath Datta, was een hindoeïstische sanyasi, een hoogaanstaande orde binnen het hindoeïsme.
Swami Gambhirananda was de 11e president van de Ramakrishna Missie in Belur Math, in de buurt van Calcutta, van 1985 tot 1988. Hij werd ingewijd in de sanyas door Swami Sivananda die zelf de 2e president van Ramakrisna Missie is geweest van 1922 tot 1934.